# GraphEdit
GraphEdit ist eine grafische Anwendung zum Erstellen und Testen von Filtergraphen für DirectShow. Es ist Teil des Microsoft DirectShow SDK. Mit GraphEdit können schnell Filtergraphen erstellt und ihre Funktion getestet werden. Ein Filter ist in diesem Fall die Bedienungsoberfläche eines Codecs. Ein Beispiel hierfür ist das Menü einer DVD. Dabei ist es auch möglich, Filtergraphen anzusehen, die mit einem anderen Programm erstellt wurden. GraphEdit wurde zum Testen von Codecs entwickelt.